# Dennehotso
Dennehotso (navaho Deinihootso) és una concentració de població designada pel cens dels Estats Units a l'estat d'Arizona. Segons el cens del 2000 tenia 734 habitants.

## Demografia
Segons el cens del 2000, Dennehotso tenia 734 habitants, 168 habitatges, i 141 famílies La densitat de població era de 28,5 habitants/km².
Dels 168 habitatges en un 56,5% hi vivien nens de menys de 18 anys, en un 55,4% hi vivien parelles casades, en un 24,4% dones solteres, i en un 15,5% no eren unitats familiars. En el 14,9% dels habitatges hi vivien persones soles el 5,4% de les quals corresponia a persones de 65 anys o més que vivien soles. El nombre mitjà de persones vivint en cada habitatge era de 4,37 i el nombre mitjà de persones que vivien en cada família era de 4,92.
Per edats la població es repartia de la següent manera: un 44,6% tenia menys de 18 anys, un 9,4% entre 18 i 24, un 24,5% entre 25 i 44, un 15,4% de 45 a 60 i un 6,1% 65 anys o més.
L'edat mediana era de 21 anys. Per cada 100 dones de 18 o més anys hi havia 106,6 homes.
La renda mediana per habitatge era de 19.844 $ i la renda mediana per família de 21.944 $. Els homes tenien una renda mediana de 27.143 $ mentre que les dones 16.250 $. La renda per capita de la població era de 5.445 $. Aproximadament el 37% de les famílies i el 40,6% de la població estaven per davall del llindar de pobresa.
Segons el cens dels Estats Units del 2010 el 98,64% són nadius americans i el 0,82% blancs. El 0,27% de la població són hispànics.

## Poblacions més properes
El següent diagrama mostra les poblacions més properes.